# أرنولد والتر
أرنولد والتر هو ملحن كندي، ولد في 30 أغسطس 1902 في Hanušovice ‏ في التشيك، وتوفي في 6 أكتوبر 1973 في تورونتو في كندا.